# Overcingel
Overcingel is een 18e-eeuws landgoed in de Nederlandse stad Assen.

## Geschiedenis
Johannes van Lier, ontvanger-generaal van Drenthe, bewoonde met zijn gezin het Ontvangershuis in het centrum van Assen.
In 1777 liet hij door architect Abraham Martinus Sorg een nieuw herenhuis bouwen buiten het stadscentrum, aan de andere kant van de Oostersingel. Aan deze ligging dankt het landgoed haar naam Overcingel.
Herman Hubert van Lier, kleinzoon van de stichter, erfde het landgoed in 1823 samen met zijn broer Johannes Henricus Petrus en werd na diens overlijden in 1824 enig eigenaar. Hij liet door tuinarchitect Roodbaard de tuin herinrichten in de Engelse landschapsstijl. Notaris Hendrik van Lier erfde het huis van zijn vader in 1863. Hij was gehuwd met Jentien Carsten. Zij overleden kinderloos, waarna het huis in handen kwam van Hendrik Lels, de oudste zoon van Geesina Carsten, een nicht van Jentien. Voor Hendrik werd bij Koninklijk Besluit in 1902 toestemming verkregen om de naam Van Lier Lels te voeren. Overcingel was tot september 2019 in handen van de familie Van Lier Lels. De familie heeft het landgoed op 2 september 2019 geschonken aan stichting "Het Drentse Landschap".
Het tegenwoordige landgoed is circa 5 hectare groot, oorspronkelijk was het veel groter. In de 19e eeuw strekte het landgoed zich uit van de Rolderstraat tot aan het Oosterhoutje. Onder andere door de aanleg van het spoor, de Stationsstraat en het oude gebouw van het Wilhelmina Ziekenhuis werden delen van het landgoed afgeknabbeld.

## Monumenten
Het huis, het toegangshek, de schuur (voormalig koetshuis), een zonnewijzer, een heksenbol en de Chinese koepel in de tuin, zijn alle rijksmonumenten. Het landgoed zelf werd in 1990 door ministerie van landbouw, natuurbeheer en visserij aangewezen als natuurmonument. De tuin is tegen betaling te bezoeken.

## Fotogalerij

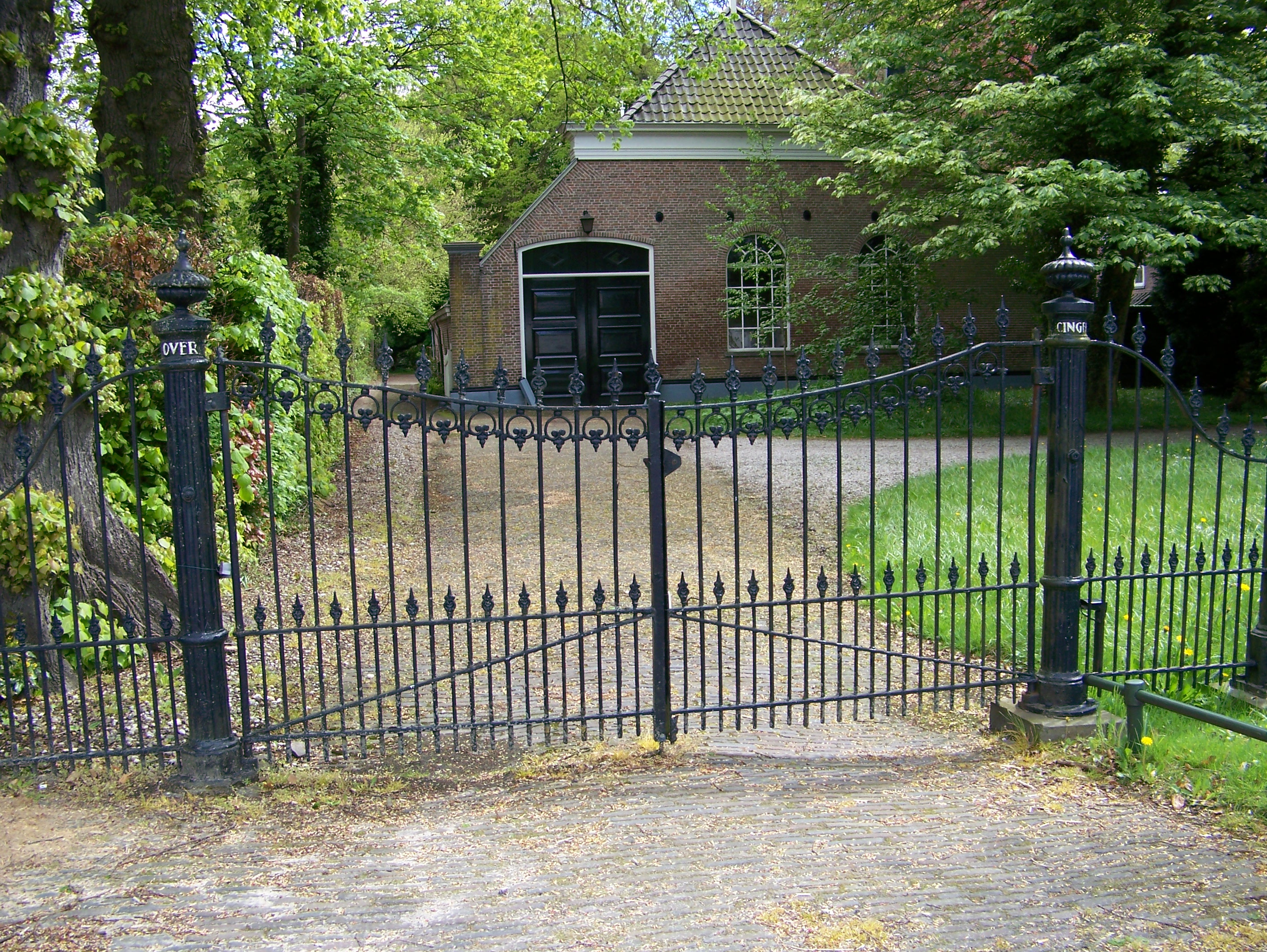
Hekwerk
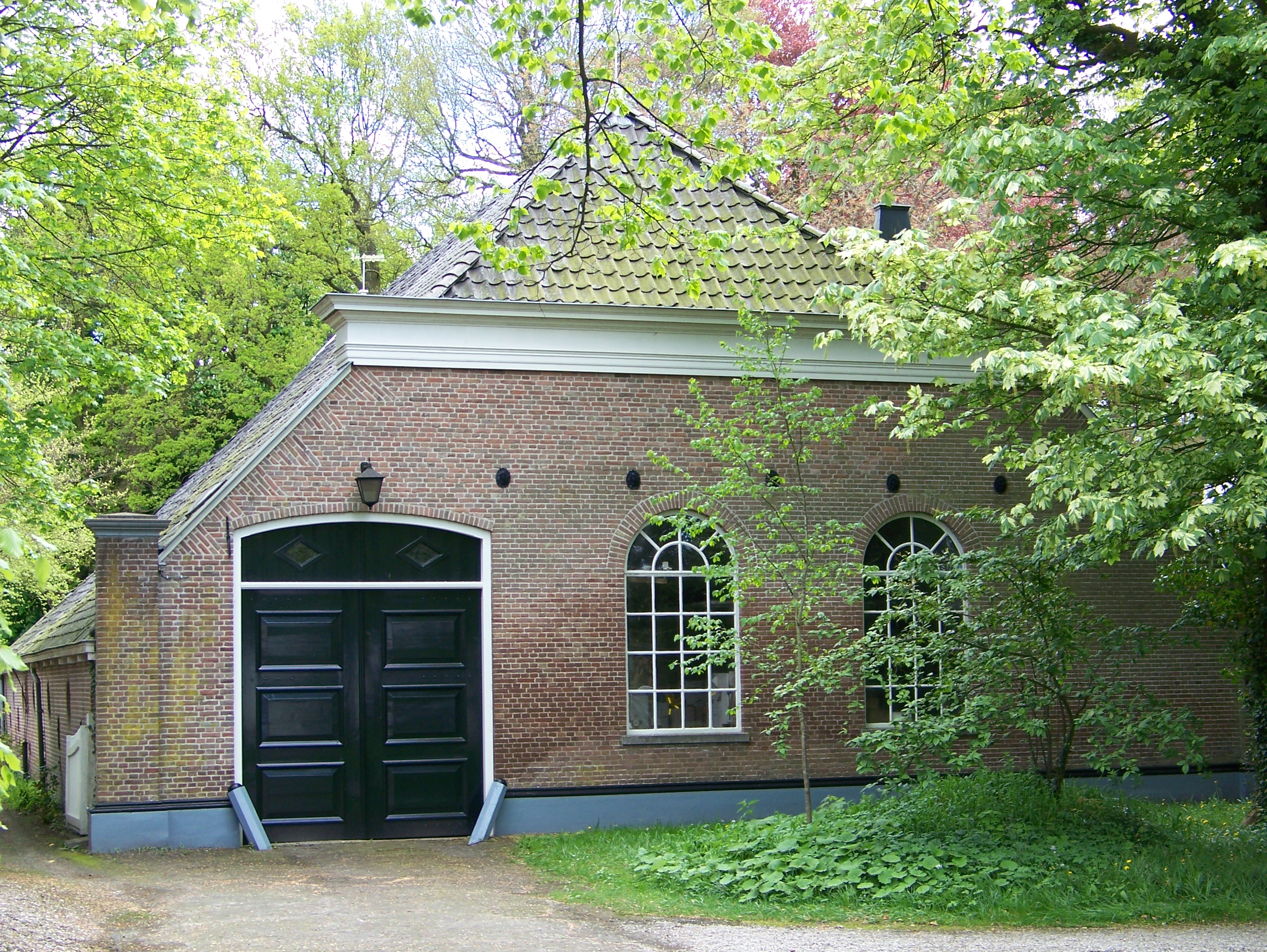
Voormalig koetshuis